# ميخائيل ويلسون (لاعب كريكت)
ميخائيل ويلسون (7 مارس 1940 في نيوزيلندا - 3 ديسمبر 2015) (بالإنجليزية: Michael Wilson)‏ هو لاعب كريكت نيوزلندي.

## وصلات خارجية
- ميخائيل ويلسون على موقع إي آس بي آن كريك إنفو (الإنجليزية)